# Mandevilla riparia
Mandevilla riparia là một loài thực vật có hoa trong họ La bố ma. Loài này được (Kunth) Woodson mô tả khoa học đầu tiên năm 1932.